# Yuderkys Espinosa Miñoso
Yuderkys Espinosa Miñoso (Santo Domingo) es una filósofa, escritora e investigadora feminista, antirracista y descolonial de la República Dominicana. Es conocida por sus escritos críticos contra los feminismos occidentales, eurocéntricos y heteronormativos. Se define como activista, más que académica.  

## Biografía
Nació y creció dentro de una familia afromestiza de los barrios populares de Santo Domingo y ha vivido como migrante trece años en Argentina y en Colombia. Desarrolla su actividad académica como profesora invitada en varias universidades latino-americanas  en Colombia, Perú, Costa Rica, Argentina, Bolivia, México y Estados Unidos donde enseña feminismo decolonial. Ejerce como coordinadora académica del Diploma en pensamiento andino y feminismo decolonial : aportaciones teóricas y nuevas apuestas de la investigación intercultural, GLEFAS IDECA y participa en varios cursos de tercer ciclo universitario en colaboración con entidades regionales en Latinoamérica, entre ellas CLACSO, FLACSO  y LASA.

## Feminismo, antirracismo y decolonialidad
Espinosa Miñoso se inició en el activismo lésbico como parte de la agrupación Mitilene, que fue la primera agrupación por los derechos de las mujeres lesbianas en la historia de República Dominicana y que fue creada en 1985, por antiguas integrantes de la Colectiva Mujer y Salud.
Desde el comienzo de su actividad académica, Yuderkys Espinosa trata cuestiones que implican el colonialismo de género y el heteropatriarcado, las experiencias de resistencia y los retos decoloniales. Yuderkys Espinosa se interroga sobre la utilidad del concepto de patriarcado y sobre la idea misma de género, analizando si estas categorías responden a la experiencia histórica de la construcción de la sociedad europea y no a aquella de otros lugares del mundo.
Considera por tanto que el feminismo debe ser revisado en sus bases eurocentristas y en su matriz moderna, poniendo entre paréntesis todas las verdades que nos han mostrado la razón de la opresión de las mujeres, así como el tipo de políticas para superarlas. Estas verdades deben ser desuniversalizadas.
Yuderkys Espinosa considera que el feminismo decolonial es un concepto muy contemporáneo y por consiguiente, en plena construcción y con una producción que surge de las voces subalternas. Considera igualmente que la hegemonía del pensamiento define  esta producción cómo muy específica y la descalifica como un pensamiento más general.  
En los años 90, Yuderkys Espinosa fundó con Ochy Curiel, "Las Chinchetas", un grupo autónomo de lesbianas feministas formado por artistas y activistas dominicanas. Las acciones del grupo reinvertían la calle y realizaban intervenciones en el espacio público con conciertos, performances y actividades políticas que rechazaban la política gubernamental neoliberal y criticaban la complicidad de las feministas institucionales con estas políticas.  Con otras teóricas del feminismo decolonial ha defendido la utilización del término "latinx" reemplazando la a/o por la x.

## Publicaciones
- (2014) Yuderkys Espinosa, Diana Gómez, Karina Ochoa (eds.). Tejiendo de Otro Modo: Feminismo, epistemología y apuestas descoloniales en Abya Yala. Editorial de la Universidad del Cauca. ISBN 978-958-732-151-7(ISBN 978-958-732-151-7).
- (2010) Yuderkys Espinosa Miñoso (coord.) Aproximaciones críticas a las prácticas teórico-políticas del feminismo latinoamericano. Vol. 1 En la frontera, Buenos Aires. ISBN 978-987-23648-4-7(ISBN 978-987-23648-4-7)
- (2009) N. Mogrovejo Aquise, m. pessah, Y. Espinosa Miñoso y G. Robledo (eds.). Desobedientes. Experiencias y reflexiones sobre poliamor, relaciones abiertas y sexo casual entre lesbianas latinoamericanas en la frontera. Buenos Aires. ISBN 978-987-23648-3-0(ISBN 978-987-23648-3-0).
- (2007) Espinosa Miñoso, Yuderkys Escritos de una lesbiana oscura: reflexiones críticas sobre feminismo y política de identidad en América Latina En la frontera.

### Otros trabajos
- (2017). “De por qué es necesario un feminismo descolonial: diferenciación, dominación co-constitutiva de la modernidad occidental y el fin de la política de identidad” en Revista Solar. Revista de Filosofía Iberoamericana,  Dossier Epistemologías feministas latinoamericanas, Año 12, Vol. 12, N° 1, pp 141-171 Archivado el 15 de julio de 2020 en Wayback Machine..
- (2015). “El futuro ya fue:una crítica a la idea del progreso en las narrativas de liberación sexo-genéricas y queer identitarias en Abya Yala” En Raul Moarquech Ferrera-Balanquet (comp.), Andar erótico decolonial, Ediciones el Signo, colección El desprendimiento. Buenos Aires, pp. 21-39. ISBN 978-987-3784-14-9(ISBN 978-987-3784-14-9)
- (2012). “Los desafíos de las prácticas teórico-políticas del feminismo latinoamericano en el contexto actual” En: Mar Daza, Raphael Hoetmer y Virginia Vargas (Eds.). Crisis y movimientos sociales en nuestra América. Cuerpos, territorios e imaginarios en disputa, pp 209-226. Programa Democracia y Transformación Global(PDTG), Colección: Teorías Críticas y Transformación Global, Lima. ISBN 978-61245-6-677-6(ISBN 978-61245-6-677-6)
- (2011) Espinosa Miñoso, Yuderkys y Castello, Rosario, “Colonialidad y dependencia en los estudios de género y sexualidad en América Latina: el caso de Argentina, Brasil, Uruguay y Chile” En Karina Bidaseca y Vanesa Vazquez Laba (Comp.). Feminismos y Poscolonialidad. Descolonizando el feminismo desde y en América latina  , pp 191-214. Ed. Godot, Bs. As. ISBN 978-987-1489-30-5
- (2004) Homogeneidad, Proyecto de Nación y Homofobia En: Desde la Orilla: Hacia una nacionalidad sin desalojos. Silvio Torres-Saillant, Ramona Hernández y Blas Jiménez (Ed.). Ediciones Librería La Trinitaria, Santo Domingo. ISBN 99934-960-9-X(ISBN 99934-960-9-X).
- (2003) Sobre el Feminismo Hoy. A la búsqueda de otro modo de ser y sentir la experiencia feminista de este tiempo En Ginetta Candelario(comp.), Miradas desencadenantes:los estudios de género en la República Dominicana al inicio del tercer milenio. Rep. Dominicana: Centro de Estudios de Género del INTEC Universidad. ISBN 9993425559(ISBN 9993425559)